# Erik Gudbranson
Erik Gudbranson (* 7. Januar 1992 in Ottawa, Ontario) ist ein kanadischer Eishockeyspieler, der seit Juli 2022 bei den Columbus Blue Jackets aus der National Hockey League unter Vertrag steht. Zuvor verbrachte der Verteidiger fünf Jahre in der Organisation der Florida Panthers, die ihn im NHL Entry Draft 2010 an dritter Position ausgewählt hatten, sowie drei Jahre bei den Vancouver Canucks und jeweils eine kurze Zeit bei den Pittsburgh Penguins, Anaheim Ducks, Ottawa Senators, Nashville Predators und Calgary Flames.

## Karriere
Gudbranson begann seine Karriere bei dem Team Gloucester Rangers in der Amateurliga ODHA. 2007 wechselte er zu Ottawa Junior 67’s und spielte dort eine Saison lang.
In der OHL Priority Selection 2008 wurde er von den Kingston Frontenacs in der ersten Runde an insgesamt vierter Stelle ausgewählt. Der Verteidiger konnte in seinem Rookiejahr in der OHL in 63 Spielen drei Tore und 19 Vorlagen für insgesamt 22 Punkte aufweisen. Sein Team verpasste allerdings die Playoffs. In der Saison 2009/10 konnte er aufgrund einer Erkrankung nur an 41 Saisonspielen teilnehmen, in denen er zwei Tore und 21 Vorlagen sammelte. Im NHL Entry Draft 2010 wurde er in der ersten Runde an insgesamt dritter Stelle von den Florida Panthers aus der National Hockey League ausgewählt. Die Saison 2010/11 war bisher seine punktbeste Spielzeit, in 44 Spielen erlangte Gudbranson 34 Punkte, darunter waren zwölf Tore und 22 Vorlagen. Am 15. Juli 2011 unterzeichnete Gudbranson einen dreijährigen Einstiegsvertrag bei den Florida Panthers.
Nach fünf Saisons im Trikot der Panthers wurde Gudbranson samt einem Fünftrunden-Wahlrecht für den NHL Entry Draft 2016 an die Vancouver Canucks abgegeben, die im Gegenzug Jared McCann sowie ein Zweitrunden- und ein Viertrunden-Wahlrecht für denselben Draft nach Florida schickten. Bei den Canucks verbrachte der Verteidiger fast drei Spielzeiten. Die Mannschaft blieb aber weitgehend erfolglos, sodass der Abwehrspieler im Februar 2019 im Tausch für Tanner Pearson an die Pittsburgh Penguins abgegeben wurde.
Die Penguins wiederum transferierten Gudbranson im Oktober 2019 zu den Anaheim Ducks, die im Gegenzug Andreas Martinsen sowie ein Siebtrunden-Wahlrecht für den NHL Entry Draft 2021 nach Pittsburgh schickten. In Anaheim war er ebenfalls nur ein Jahr aktiv, ehe er im Tausch für ein Fünftrunden-Wahlrecht im Draft 2021 zu den Ottawa Senators transferiert wurde. Dort war er bis April 2021 aktiv, als er kurz vor der Trade Deadline an die Nashville Predators abgegeben wurde, die dafür Brandon Fortunato und ein Siebtrunden-Wahlrecht im NHL Entry Draft 2023 in die kanadische Hauptstadt schickten. Nach elf Einsätzen sahen die Predators jedoch von einer Weiterverpflichtung des Abwehrspielers ab, sodass dieser im September 2021 als Free Agent zu den Calgary Flames wechselte. In gleicher Weise schloss er sich im Juli 2022 den Columbus Blue Jackets an, die ihn mit einem Vierjahresvertrag ausstatteten, der ihm ein durchschnittliches Jahresgehalt von vier Millionen US-Dollar einbringen soll.

### International
Gudbranson nahm an der U20-Junioren-Weltmeisterschaft 2011 teil und gewann mit der Auswahl Kanadas die Silbermedaille. Außerdem errang er beim Ivan Hlinka Memorial Tournament 2009 mit Kanada Gold.

## Erfolge und Auszeichnungen
- 2009 OHL Second All-Rookie Team
- 2010 Bobby Smith Trophy

### International
- 2009 Goldmedaille beim Ivan Hlinka Memorial Tournament
- 2011 Silbermedaille bei der U20-Junioren-Weltmeisterschaft

## Karrierestatistik
Stand: Ende der Saison 2024/25

### International
Vertrat Kanada bei:
| - World U-17 Hockey Challenge 2009 - U18-Junioren-Weltmeisterschaft 2009 - Ivan Hlinka Memorial Tournament 2009 | - U18-Junioren-Weltmeisterschaft 2010 - U20-Junioren-Weltmeisterschaft 2011 - Weltmeisterschaft 2014 |

(Legende zur Spielerstatistik: Sp oder GP = absolvierte Spiele; T oder G = erzielte Tore; V oder A = erzielte Assists; Pkt oder Pts = erzielte Scorerpunkte; SM oder PIM = erhaltene Strafminuten; +/− = Plus/Minus-Bilanz; PP = erzielte Überzahltore; SH = erzielte Unterzahltore; GW = erzielte Siegtore; 1 Play-downs/Relegation; Kursiv: Statistik nicht vollständig)